# Francisco Nieto Molina
Francisco Nieto Molina (Cádiz, ¿1730? - 1774) escritor, poeta y crítico literario español del siglo XVIII.

## Biografía
Tachado por Leopoldo Augusto de Cueto de "poeta indisciplinable" y de "poeta tabernario" por los Moratines, la verdad es que era un anticlásico como crítico literario al defender el teatro barroco contra sus impugnadores del neoclasicismo en pleno auge de la Ilustración. Como bibliógrafo compiló una Colección de títulos de comedias, autos sacramentales, tragedias, zarzuelas, loas, entremeses y saynetes de varios famosos autores manuscrita en 1774 que fue muy útil a Bartolomé José Gallardo y otros bibliógrafos posteriores.

## Obra
- El Fabulero (1764), cinco romances gentílicos bajo el sello de Luis de Góngora, Francisco de Quevedo, Lope de Vega, Juan Pérez de Montalbán, el Marqués de Esquilache, el Conde de Villamediana o Salvador Jacinto Polo de Medina
- La Perromachia (1765), «fantasía poética» en redondillas que participa tanto de las epopeyas burlescas del Seiscientos —La Gatomaquia, del Fénix, y La Mosquea, de Villaviciosa— como de La Burromaquia, de Gabriel Álvarez de Toledo (1744).
- Inventiva rara. Difinición de la poesía contra los poetas equivoquistas (1767), protagonizada por las cimas del Parnaso (Juan de Mena, Lope, Quevedo, Garcilaso, Góngora) y otras plumas satíricas: Jerónimo de Cáncer, Antón de Montoro y Manuel de León Marchante;
- Juguetes del ingenio (1768), donde confiesa su admiración por Eugenio Gerardo Lobo
- Obras en prosa, escritas a varios asuntos y divididas en cinco discursos (1768)
- Los críticos de Madrid, en defensa de las comedias antiguas y en contra de las modernas (1768), elogio del Arte nuevo de hacer comedias de Lope de Vega, y, al tiempo, un ataque contra Eugenio Nasarre, en forma de entremés.
- Discurso en defensa de las comedias de frey Lope de Félix de Vega Carpio y en contra del "Prólogo crítico" que se lee en el primer tomo de las de Miguel de Cervantes Saavedra, 1768.
- Colección de títulos de comedias, autos sacramentales, tragedias, zarzuelas, loas, entremeses y saynetes de varios famosos autores Madrid, 1774, manuscrito.

- Datos: Q16493296